# Max Zottmayr

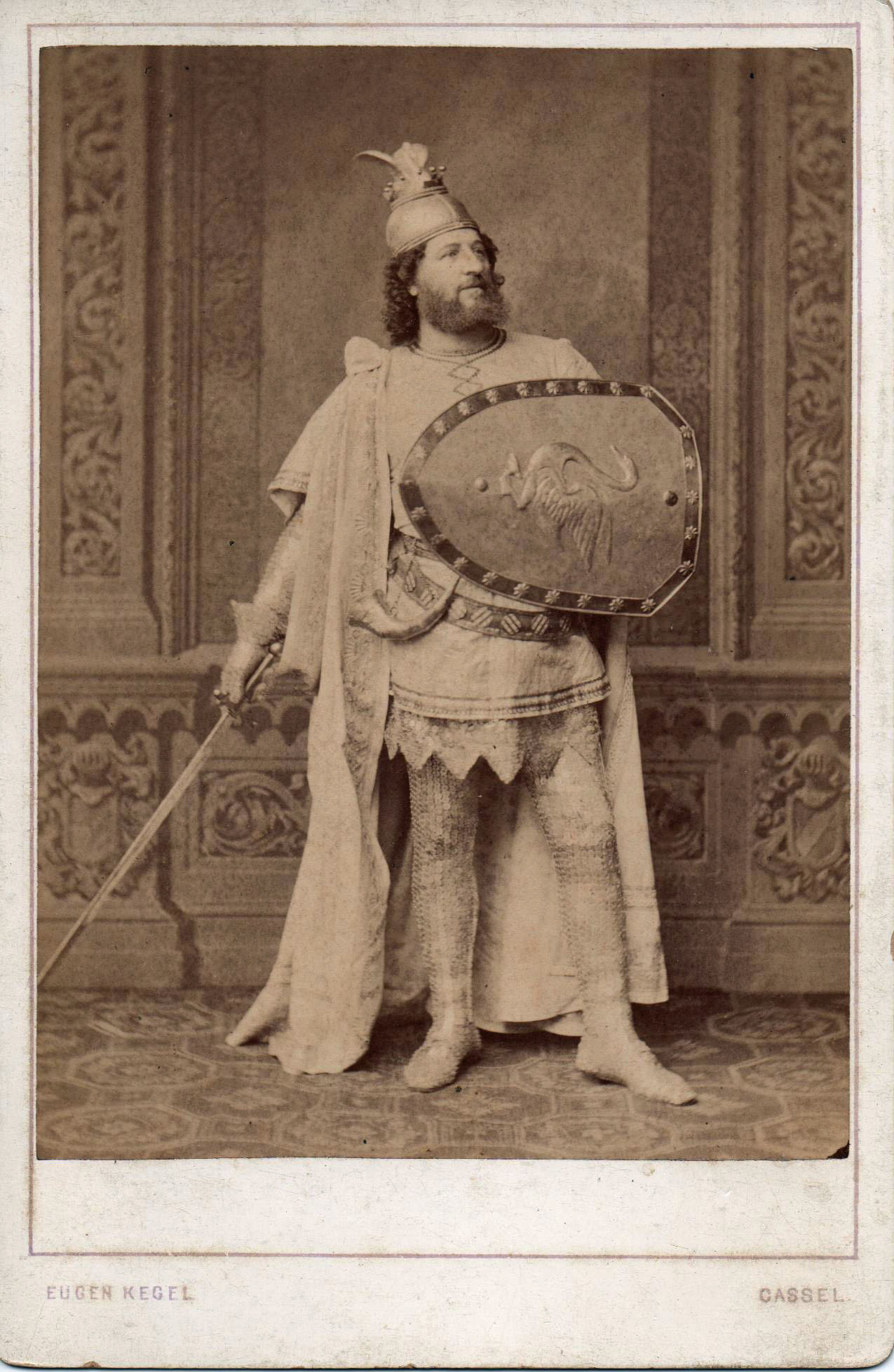
Max Zottmayr als Lohengrin

Max Zottmayr (* 16. September 1833 in München; † 13. Dezember 1905 in Kassel) war ein deutscher Opernsänger (Tenor).

## Leben
Max Zottmayr schloss 1847 das (heutige) Wilhelmsgymnasium München ab.
Er sang zuerst am Opernhaus Frankfurt am Main, dann von 1865 bis 1890 am Hoftheater von Kassel.
Verheiratet war er mit der Sängerin Nina Zottmayr-Hartmann, Ludwig Zottmayr war sein Bruder, Georg Zottmayr sein Sohn (siehe auch Zottmayr (Familie)).
Max Zottmayr und seine Gattin wirkten u. a. am 29. August 1861 in Frankfurt am Main bei der szenischen Uraufführung des Singspiels Die Verschworenen („Der häusliche Krieg“) von Franz Schubert mit.